# Авъндейл
Авъндейл (на английски: Avondale) е град в окръг Марикопа, щата Аризона, САЩ. Авъндейл е с население от 79 798 жители (2007) и обща площ от 107 km². Намира се на 297 m надморска височина. ЗИП кодът му е 85323, 85392, а телефонният му код е 623.